# Département Puy-de-Dôme
Das Département du Puy-de-Dôme [pɥidˈdoːm] ist das französische Département mit der Ordnungsnummer 63. Es liegt in der Mitte des Landes in der Region Auvergne-Rhône-Alpes und ist nach dem Vulkan Puy de Dôme im Zentralmassiv benannt.

## Geographie
Das Département grenzt im Norden an das Département Allier, im Osten an das Département Loire, im Süden an die Départements Haute-Loire und Cantal und im Westen an die Départements Corrèze und Creuse der Region Nouvelle-Aquitaine.
Das Département liegt im Norden des Zentralmassivs. Der von Süd nach Nord verlaufende Allier trennt die westlich gelegene Vulkankegelkette Chaîne des Puys von den östlichen Höhenzügen im Regionalen Naturpark Livradois-Forez. Der höchste Berg der Chaîne des Puys ist mit 1465 m der für das Département namensgebende Puy de Dôme. Zwischen Puy de Dome und Allier ist mittig im Département dessen Hauptstadt Clermont-Ferrand angesiedelt. Südwestlich von Clermont-Ferrand liegt die Bergkette der Monts Dore mit dem Puy de Sancy als höchstem Punkt des Zentralmassivs (1885 m). In den Monts Dore entspringt die Dordogne, die das Departement nach Südwesten verlässt und dort einen Teil der Grenze zum Département Corrèze bildet. Der gesamte Bereich von der Chaîne des Puys bis zur südwestlichen Grenze zum Département Cantal ist Teil des Regionalen Naturparks Volcans d’Auvergne. Im Grenzgebiet liegt südwestlichen das Granitplateau Artense, südlich das Bergland Cézallier.
Im Osten des Départements verläuft die Dore als rechter Nebenfluss des Allier nordwärts, den Nordwesten entwässert die Sioule als linker Nebenfluss des Alliers.

## Geschichte
Das Département wurde während der Französischen Revolution am 4. März 1790 aus einem Teil der bis dahin bestehenden Provinz Auvergne gebildet.
Um die Namensgebung gibt es folgende Anekdote:
Als im Jahre 1790 die alten Provinzen durch die neuen Einteilungen in Regionen und Départements ersetzt werden sollten, schwankte man zwischen Mont-Dore (nach Mont d’Or, einem Ort in der Gegend nach damaliger Schreibung, zu deutsch „Goldberg“) und der Bezeichnung Puy-de-Dôme. Den Ausschlag gab die Befürchtung bei einem so kostbaren Namen werde man um einiges höher besteuert.
Es untergliederte sich in acht Distrikte (frz.: district), den Vorläufern der Arrondissements. Die Distrikte waren Ambert, Besse, Billom, Clermont-Ferrand, Issoire, Montaigut, Riom und Thiers. Das Département und die Distrikte untergliederten sich in Kantone und hatten ca. 480.000 Einwohner (?). Hauptstadt war bereits damals Clermont-Ferrand.
Die Arrondissements wurden am 17. Februar 1800 eingerichtet. Es waren Ambert, Clermont-Ferrand, Issoire, Riom und Thiers.
Vom 10. September 1926 bis 1. Juni 1942 war das Arrondissement Ambert aufgelöst, das Gebiet gehörte in der Zeit zum Arrondissement Thiers.
Von 1960 bis 2015 war es ein Teil der Region Auvergne, die 2016 in der Region Auvergne-Rhône-Alpes aufging.

## Städte
Die bevölkerungsreichsten Gemeinden des Départements Puy de Dôme sind:
| Stadt              | Einwohner (2022) | Arrondissement   |
| ------------------ | ---------------- | ---------------- |
| Clermont-Ferrand   | 147.751          | Clermont-Ferrand |
| Cournon-d’Auvergne | 20.020           | Clermont-Ferrand |
| Riom               | 18.680           | Riom             |
| Chamalières        | 17.591           | Clermont-Ferrand |
| Issoire            | 15.078           | Issoire          |
| Thiers             | 11.686           | Thiers           |
| Pont-du-Château    | 12.422           | Clermont-Ferrand |
| Beaumont           | 10.787           | Clermont-Ferrand |
| Gerzat             | 10.268           | Clermont-Ferrand |
| Aubière            | 10.273           | Clermont-Ferrand |

## Verwaltungsgliederung

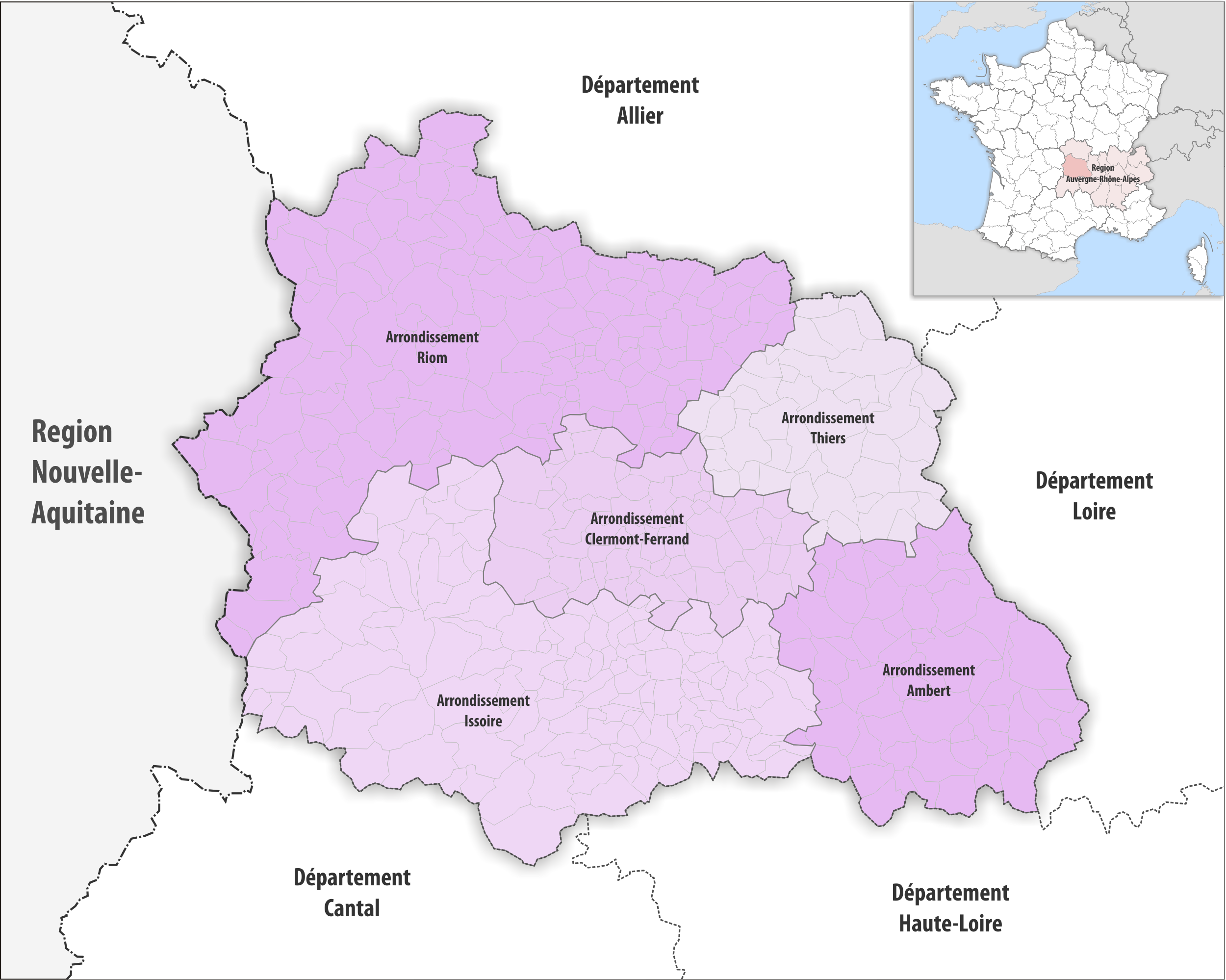
Gemeinden und Arrondissemente im Département Puy-de-Dôme

Das Département Puy-de-Dôme gliedert sich in fünf Arrondissements, 31 Kantone und 463 Gemeinden:
| Arrondissement          | Kantone | Gemeinden | Einwohner 1. Januar 2022 | Fläche km² | Dichte Einw./km² | Code INSEE |
| ----------------------- | ------- | --------- | ------------------------ | ---------- | ---------------- | ---------- |
| Ambert                  | 2       | 58        | 27.596                   | 1.229,82   | 22               | 631        |
| Clermont-Ferrand        | 17      | 73        | 363.807                  | 884,42     | 411              | 632        |
| Issoire                 | 5       | 133       | 78.817                   | 2.296,66   | 34               | 633        |
| Riom                    | 10      | 155       | 137.711                  | 2.705,25   | 51               | 634        |
| Thiers                  | 4       | 44        | 56.454                   | 853,51     | 66               | 635        |
| Département Puy-de-Dôme | 31      | 463       | 664.385                  | 7.969,66   | 83               | 63         |

Siehe auch:
- Liste der Gemeinden im Département Puy-de-Dôme
- Liste der Kantone im Département Puy-de-Dôme
- Liste der Gemeindeverbände im Département Puy-de-Dôme
- Dolmen und Menhire im Département Puy-de-Dôme

## Fotogalerie

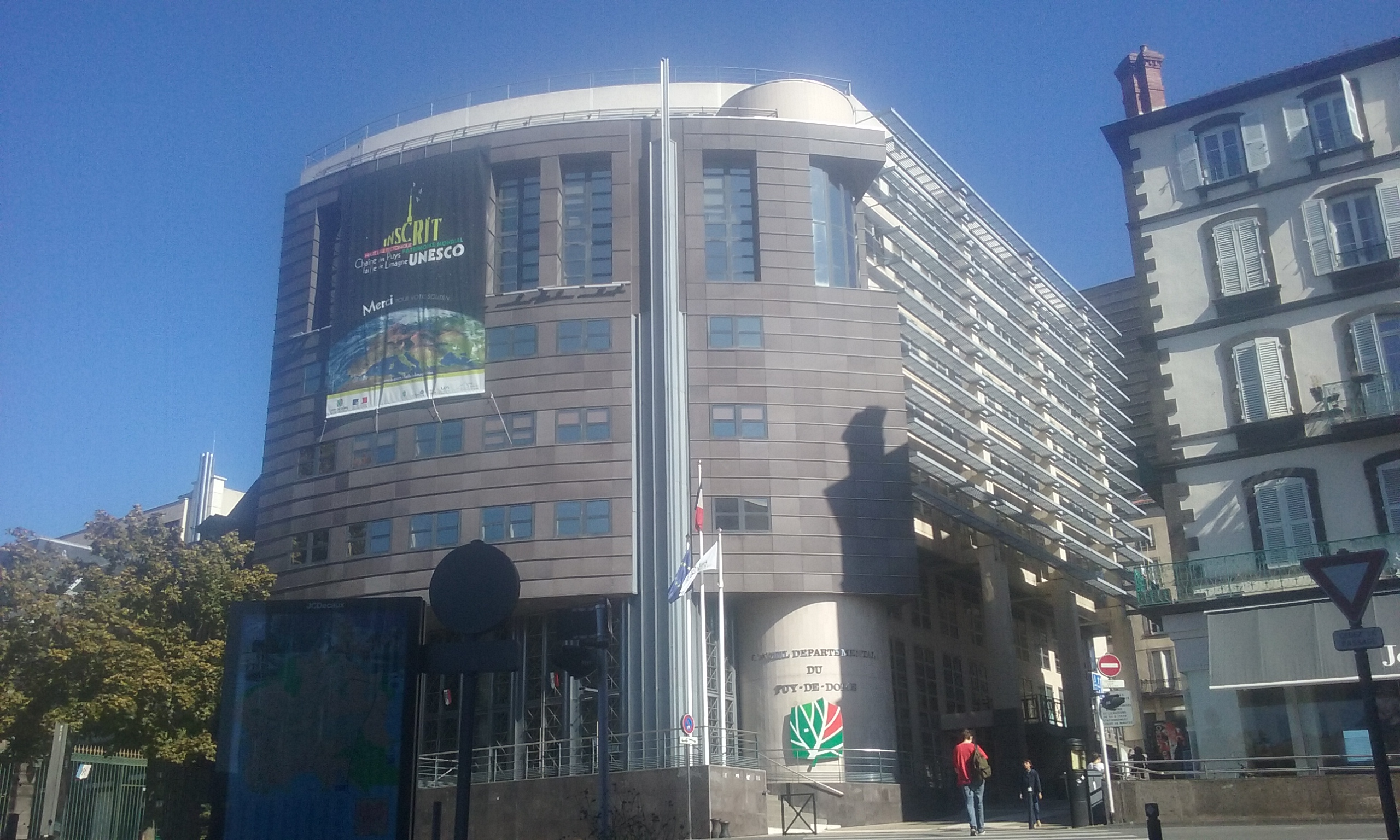
Sitz der Département-Verwaltung in Clermont-Ferrand
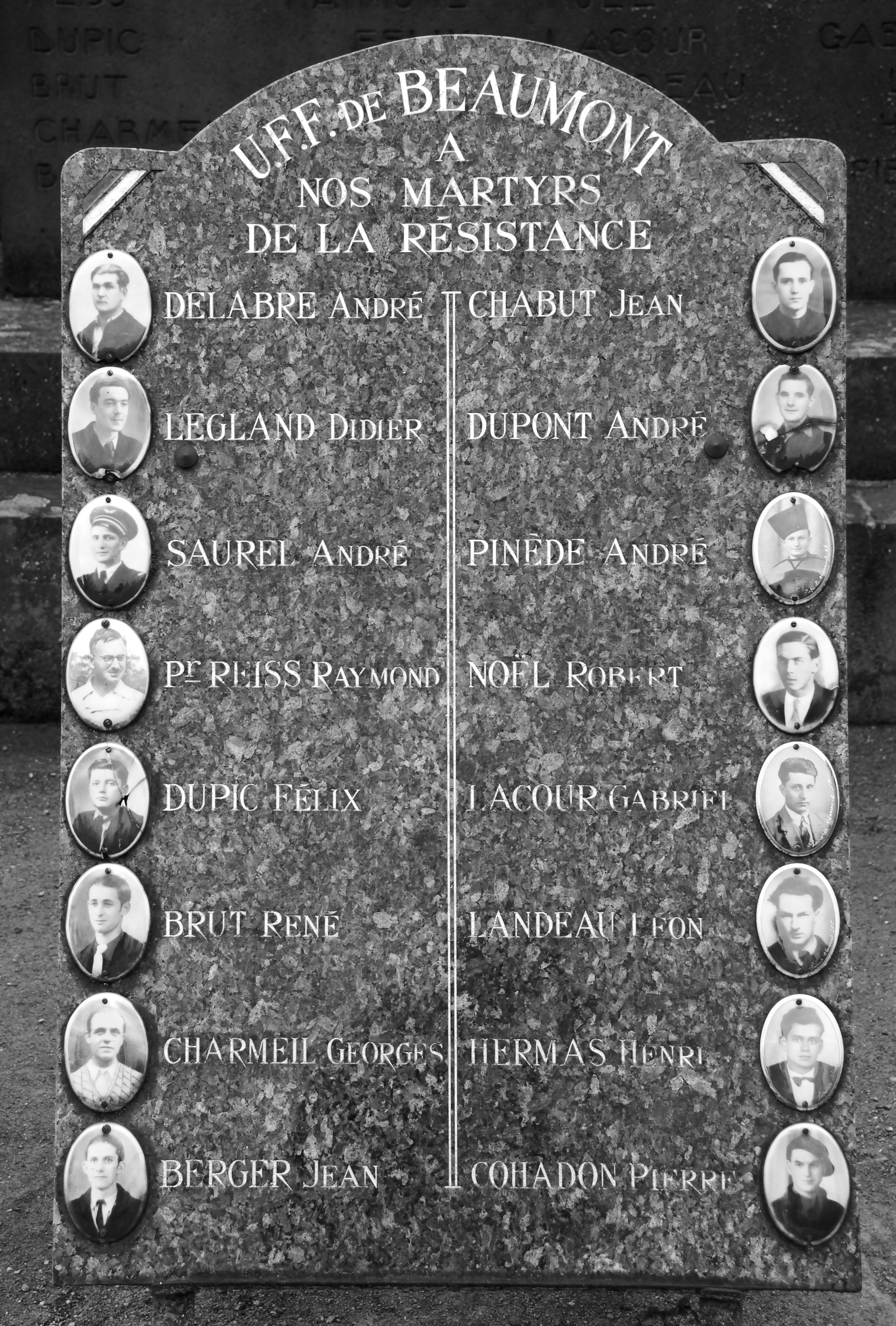
Résistance memorial Puy-de-Dôme
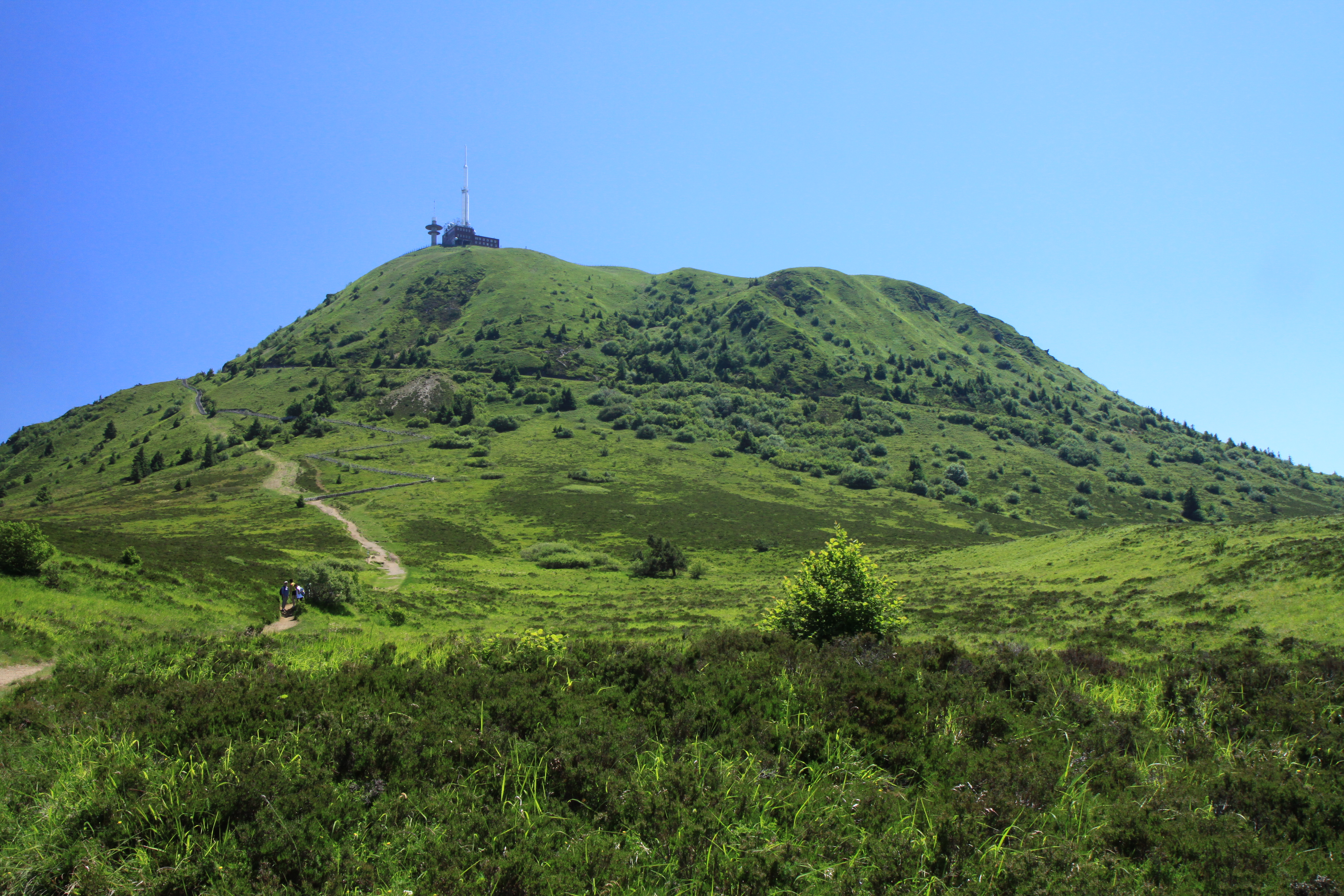
Der Vulkan Puy de Dôme
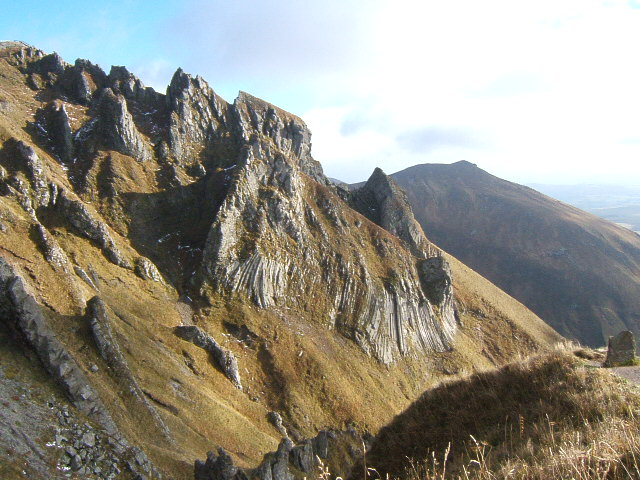
Der Puy de Sancy.